# ジョセフ・ラスナック
ジョセフ・ラスナック（Josef Rusnak、1948年11月25日 - ）は、ドイツの脚本家、映画監督。
日本語では、英語風の発音に基づいてジョセフ・ラスナックとして言及されるが、ドイツ語での発音はヨーゼフ・ルズナクに近い。

## 経歴
ラスナックは、脚本家兼監督として1984年の映画『Kaltes Fieber』でデビューし、この作品で同年のドイツ映画賞最優秀監督賞を受賞した。続いて、彼はフランスのテレビ局のためにテレビ・シリーズのいくつかのエピソードの監督を務めた。
1997年、ラスナックは『ノーストリングス (No Strings Attached)』と、ヒラリー・スワンク主演の『Quiet Days in Hollywood』を監督し、ドイツのテレビ犯罪ドラマ・シリーズ『シマンスキ (Schimanski)』のエピソードのひとつ「Schimanski: Die Schwadron」を担当した。
1998年には、ローランド・エメリッヒ監督の『GODZILLA』に参加し、第2班監督 (second unit director) を務めた。その後、エメリッヒは、ラスナックの次作『13F』の映画プロデューサーのひとりとなったが、この作品は、以前にドイツで手がけられたテレビのミニシリーズ『Welt am Draht』（英語: World on a Wire）のリメイクであった。この作品でラスナックは、 脚本も担当した。
その後、しばらく監督作品がなかったラスナックは、ウェズリー・スナイプス主演の2007年の映画『ウェズリー・スナイプス ザ・シューター (The Contractor)』を手がけた。翌2008年の映画『アート・オブ・ウォー2 (The Art of War II: Betrayal)』でも再びスナイプスと組んだ。次に監督した2009年の映画『ダニエル/悪魔の赤ちゃん (It's Alive)』は、ラリー・コーエンが監督した原題が同じ1974年の映画『悪魔の赤ちゃん (It's Alive)』のリメイクであった。
2010年には、フランカ・ポテンテ主演のドラマ映画『Valerie』を監督した。2012年には、『Beyond』を監督した。
ラスナックは、2001年まで女優のクラウディア・ミヒェルゼンと結婚していた。ふたりの間には、1998年に生まれたひとり娘がいる。

## おもなフィルモグラフィ
- 1984年：Kaltes Fieber
- 1997年：ノーストリングス (No Strings Attached)
- 1997年：Quiet Days in Hollywood - 別題 The Way We Are
- 1997年: シマンスキ (Schimanski): Schimanski: Die Schwadron
- 1999年：13F (The Thirteenth Floor)
- 2007年：ザ・シューター (The Contractor)
- 2008年：アート・オブ・ウォー2 (The Art of War II: Betrayal)
- 2009年：ダニエル/悪魔の赤ちゃん (It's Alive)
- 2010年：Valerie
- 2010年：Perfect Life
- 2012年：Beyond
- 2017年：Der Tel-Aviv-Krimi: Alte Freunde
- 2018年：Polizeiruf 110: Starke Schultern
- 2019年：ベルリン、アイラブユー (Berlin, I Love You)